# Cover My Eyes (Pain and Heaven)
Cover My Eyes (Pain and Heaven) is een lied dat Marillion opnam voor hun studioalbum Holidays in Eden. 

## Lied
Het handelt over Femmes fatales uit boeken, films en tijdschriften, mooi (heaven) maar gevaarlijk (pain). Alles in de ogen van Steve Hogarth zanger en schrijver van de meeste teksten van Marillion. EMI Group had erbij Marillion op aangedrongen dat er (meer) nummers moesten komen die konden dienen om de verkoop van albums omhoog te stuwen. Het zou zomaar een miljoen albums kunnen schelen als er ook een single werd geschreven die enigszins goed verkocht werd. EMI wees daarbij op Kayleigh en Misplaced Childhood. Om Marillion wat “vlotter” te laten klinken werd muziekproducent Christopher Neil aangetrokken, bekend van de hits van Mike & the Mechanics. Desondanks verliepen de opnamen stroef. Neil wilde de scherpe randjes eraf halen, terwijl de band naar de albumfans geen al te grote concessies wilde doen. Toen het album klaar was, waren er drie potentiële singles, waarvan dit er één was, de andere twee waren/zijn No One Can en Dry Land.
Het nummer bevat samples uit Simons Car van de band How We Live, een band rondom Hogarth voordat hij toetrad tot Marillion.

## Single
De single Cover My Eyes (mei 1991) werd voor het album (juni 1991) uitgegeven met veelal op de B-kant een non-albumtrack How Can It Hurt? (4:10). Er werden vier versies op de markt gebracht:
- een 7”-single en een muziekcassettesingle met Cover My Eyes en How Can It Hurt;
- een 12”-single en cd-single met Cover My Eyes, How Can It Hurt? en The Party (afkomstig van het album).

Marillion verzorgde een promotie in het programma Top of the Pops van 6 juni 1991.  
Het resultaat van de singleverkoop viel in het kader van de doelstelling tegen ten opzichte van Kayleigh en Lavender. In de Britse top 50 stond het slechts vier weken genoteerd met een piek op 34, normaal voor singles van Marillion in die dagen, maar ver achterblijvend bij de grote het Kayleigh (14 weken met piek op 2). Europa liet het eigenlijk afweten; de enige twee notering die bekend zijn komen uit Duitsland (6 weken, piek 76) en Nederland. De Single Top 100 noteerde 11 weken met een piek op 14, de Nederlandse Top 40 noteerde zes weken met een piek op 13. Verkoop werd ondersteund doordat Cover My Eyes op zondag 16 juni 1991 de 381e Speciale Aanbieding was bij de KRO op Radio 3.  